# Geliporus
Geliporus is een monotypisch geslacht van schimmels behorend tot de familie Phanerochaetaceae. Het bevat alleen Geliporus exilisporus.